# Oláhnemegye
Oláhnemegye (románul: Nimigea de Sus) falu Romániában, Erdélyben, Beszterce-Naszód megyében.

## Fekvése
Naszódtól délnyugatra, a Nagy-Szamos bal partján fekvő település.

## Története
Oláhnemegye, Nemegye nevét 1392-ben Nemege superior néven említette először oklevél.
Későbbi névváltozatai: 1461-ben Nemegye, 1505-ben Olahnemege, 1514-ben Nemege Volachalis, 1750-ben Oláh Nimizse, 1808-ban Némegye (Oláh-), Nemissa rumunyeszk ~ Nimicska rumunyeszk, 1861-ben Oláh-Nemegye, Nimigya, 1888-ban Oláh-Nemegye (Nimigea rumaneasca), 1913-ban Oláhnemegye.
1530-ban Olahnemege részbirtokosai a Somkeréki Erdélyiek, majd 1553-ban ugyanitt egészbirtokosokként voltak említve.
A trianoni békeszerződés előtt Beszterce-Naszód vármegye Naszódi járásához tartozott. 1910-ben 516 lakosából 86 németnek, 430 románnak vallotta magát. Ebből 430 görögkatolikus, 86 izraelita volt.

## Források

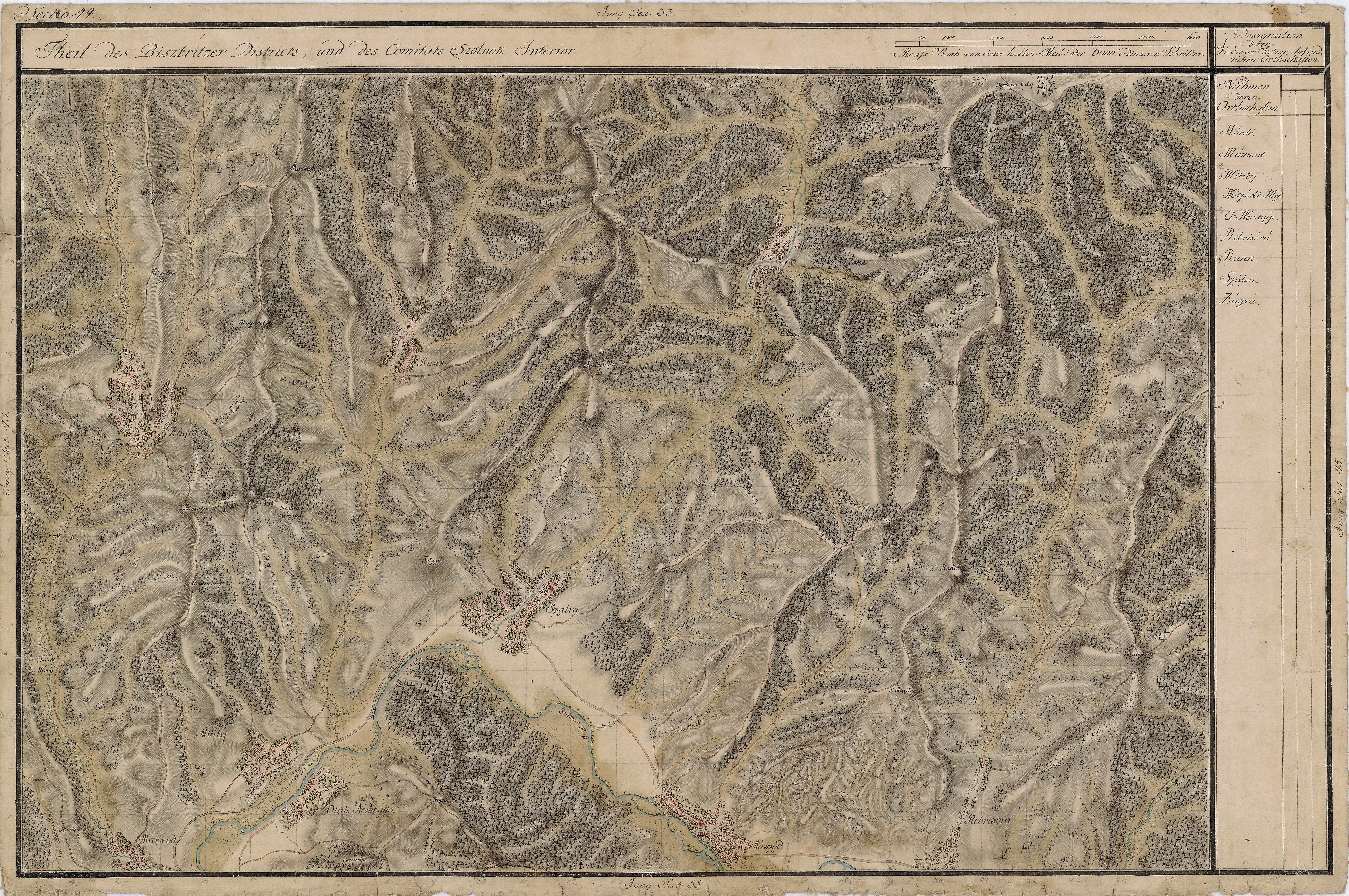
Oláhnemegye és környéke egy régi térképen